# El cielo envenenado
El cielo envenenado (The Poison Sky) es el quinto episodio de la cuarta temporada moderna de la serie británica de ciencia ficción Doctor Who, emitido originalmente el 3 de mayo de 2008. Es la segunda parte de una historia en dos episodios que comenzó con La estratagema Sontaran.

## Argumento
Tras los eventos del episodio anterior, el Doctor intenta desactivar los dispositivos ATMOS mientras Sylvia libera a Wilfred del coche rompiendo el parabrisas con un hacha. El Doctor le dice a la familia de Donna que entren en su casa y sellen puertas y ventanas lo mejor que puedan. Donna y él regresan a la fábrica de ATMOS, donde el Doctor avisa a UNIT de que no ataquen a los Sontarans. El Doctor le pide a Donna que se quede dentro de la TARDIS por su propia seguridad, pero los Sontarans localizan la TARDIS y la teletransportan a su nave. Mientras tanto, el clon de Martha les ha dado a los Sontarans información y control sobre los ordenadores de UNIT.
El Doctor habla con el general Staal y se enteran de que la guerra Sontaran con los Rutan Host no va bien, así que los Sontarans necesitan convertir la Tierra en un planeta de crianza donde puedan clonar más tropas. Cuando los Sontarans evitan que UNIT lance un misil nuclear contra su nave con la ayuda de la Martha clónica, el Doctor intuye que, como su nave estaba perfectamente a salvo, los Sontarans lo que intentaban era impedir que se perturbara la conversión de la atmósfera. UNIT intenta un ataque contra la fábrica ATMOS, pero los Sontarans vencen fácilmente a sus tropas. UNIT lanza un contraataque y llama al portaaviones Valiant, que pone a los Sontarans a la defensiva. Al descubrir que la TARDIS ha desaparecido, el Doctor le manda a Donna un mensaje codificado mientras habla con el general Staal, y le dice que encuentre y reconfigure las cápsulas de teletransporte. Tras el ataque de UNIT, el Doctor entra en la fábrica, y descubre a la verdadera Martha en uno de los dispositivos de clonación. Ya sospechando la verdad desde hace tiempo, el Doctor despierta a la verdadera Martha, matando al clon en el proceso. Le pide a Martha que evite que UNIT lance algún misil y se marcha.
El Doctor le dice a Donna cómo usar los teletransportes para volver a la Tierra, y después lo usa para traer de vuelta la TARDIS. Los dos se teletransportan con Martha a la institución Rattigan, encontrándole muy inquieto por el desastre que ha causado a la Tierra. El Doctor recoge el equipamiento necesario para construir su propio convertidor atmosférico, que quemará sin peligro el gas venenoso por todo el planeta y acabará con la amenaza. El Doctor sabe perfectamente que los Sontarans no aceptarán la derrota, pero siente que debe darles una oportunidad de retirarse. Se teletransporta a la nave Sontaran y le ofrece a Staal la oportunidad de rendirse, pero Staal llama al Doctor blando y le anima a destruirles. El humillado Rattigan reactiva el teletransporte y se intercambia con el Doctor, sacrificándose para activar el dispositivo y destruir a los Sontarans. El gas venenoso se quema en la atmósfera, y la Tierra se salva.
Más tarde, Martha se despide de Donna y el Doctor en el interior de la TARDIS y se prepara para ir a casa, pero antes de que pueda marcharse, las puertas de la TARDIS se cierran de un portazo y la nave se desmaterializa. Atrapada a bordo, Martha se marcha con el Doctor y Donna a un destino desconocido, mientras el jarro con la mano cortada del Doctor comienza a burbujear bajo la consola.

### Continuidad
Justo cuando Donna da la espalda a la pantalla de la TARDIS mientras el Doctor contacta con los Sontarans, Rose Tyler aparece brevemente en la pantalla, llamando en silencio, continuando el arco argumental de las apariciones silenciosas de Rose Tyler. El Valiant ya apareció anteriormente en El sonido de los tambores y El último de los Señores del Tiempo, esta vez equipado con un arma a menor escala similar a la que usó Torchwood contra los Sycorax en La invasión en Navidad.
El Doctor le dice al coronel Mace, "A veces no me vendría mal un brigadier", a lo que el coronel le responde, "Sir Alistair es un buen hombre, si no el mejor. Por desgracia, está perdido en Perú". Esto es una referencia al fundador de UNIT, el Brigadier Lethbridge-Stewart, que apareció en la serie clásica desde The Web of Fear (1968). En los seriales de The Sarah Jane Adventures, The Wedding of Sarah Jane Smith y Death of the Doctor, también se dice que el Brigadier está perdido en Perú. El Doctor le pregunta en broma al coronel, "¿Eres mi mamá?" mientras lleva una máscara de gas, una referencia a la frase que decían los zombis con máscara de gas en El niño vacío y El Doctor baila.
En el episodio Gira a la izquierda se muestra una versión alternativa del episodio en la que Jack Harkness y los que quedan de Torchwood (Gwen Cooper y Ianto Jones) detienen a los Sontarans. Rose le revela a Donna que Gwen y Ianto murieron al destruir la nave, y que se llevaron a Jack al planeta de los Sontarans. Esta versión se deshizo al final del mismo episodio y nunca sucedió.

## Producción
Este episodio y el anterior se rodaron en cinco semanas, empezando en septiembre de 2007. La postproducción se completó una semana antes de la emisión del primer episodio.
Durante la producción, el director Douglas Mackinnon pretendía que en la escena final en la TARDIS la columna móvil en el centro de la consola subiera y bajara mucho más rápido de lo normal. Sin embargo, al intentarlo, rompió el mecanismo, y tardaron media hora en repararlo.
Cuando le entrevistaron en Friday Night with Jonathan Ross, Catherine Tate dijo que había estado rodando con diez actores intérpretes de Sontarans durante dos semanas antes de darse cuenta de que había actores dentro del vestuario. Ella había asumido que los Sontarans "funcionaban con electricidad". No fue hasta que un actor se quitó el yelmo y mostró su verdadera cara que se dio cuenta de su error. Dijo que "se pegó un susto que casi la mata".
La mala pronunciación de Donna de la palabra "Sontaran" viene de la producción original de The Time Warrior, el primer serial de Doctor Who en incluir a los Sontarans. Kevin Lindsay, que interpretaba a Linx en aquella historia, pronunciaba la palabra cómo siempre se había usada, con énfasis en "Son-TAR-an", mientras el director Alam Bromly la quería sin ningún énfasis. Kevin Lindsay ganó la discusión gritando "¡Soy de ese puñetero planeta, creo que sé cómo pronunciar mi propio nombre!".

## Emisión
Las mediciones nocturnas de audiencia indicaron que El cielo envenenado fue visto por 5,9 millones de espectadores, con un 32,5% de share. Las mediciones definitivas fueron de 6,53 millones. Fue el segundo programa más visto del día, sólo superado por Britain's Got Talent con 9,12 millones de espectadores. Fue el programa de mayor audiencia del día en BBC1, y el 18º más visto de la semana. Su puntuación de apreciación fue de 88 (considerado "Excelente").